# William B. Allison
William Boyd Allison est un homme politique américain né le 2 mars 1829 à Perry, dans l'Ohio, et mort le 4 août 1908 à Dubuque, dans l'Iowa.

## Biographie
Après des études de droit, Allison devient avocat à Ashland en 1852, puis s'installe à Dubuque en 1857. Durant la guerre de Sécession, il sert comme lieutenant-colonel et est élu à la Chambre des représentants pour le Parti républicain en 1863. Il compte parmi les « députés du chemin de fer » ; ces députés recevaient des compagnies ferroviaires des actions quasi-gratuites et adaptaient la loi à leurs intérêts (privatisations, subventions , etc).
Élu sénateur en 1873, il est réélu en 1878, 1884, 1890, 1896 et 1902 et remporte les primaires pour les élections de 1908, mais il meurt quelques mois avant leur tenue, à l'âge de 79 ans.

## Honneurs
La ville d'Allison, dans l'Iowa, a été baptisée en son honneur.